# Yuangongzhen (ort i Kina, Shaanxi, lat 33,24, long 107,27)
Yuangongzhen är en ort i Kina. Den ligger i provinsen Shaanxi, i den nordvästra delen av landet, omkring 190 kilometer sydväst om provinshuvudstaden Xi'an. Antalet invånare är 18 859. Befolkningen består av 9 478 kvinnor och 9 381 män. Barn under 15 år utgör 17,0 %, vuxna 15-64 år 70 %, och äldre över 65 år 12,0 %.
Runt Yuangongzhen är det ganska tätbefolkat, med 207 invånare per kvadratkilometer. Närmaste större samhälle är Chenggu Xian, 10,8 km sydost om Yuangongzhen. Trakten runt Yuangongzhen består till största delen av jordbruksmark.
Genomsnittlig årsnederbörd är 1 044 millimeter. Den regnigaste månaden är juli, med i genomsnitt 226 mm nederbörd, och den torraste är december, med 2 mm nederbörd.